# الکتروزاوودسکایا
الکتروزاوودسکایا (روسی: Электрозаводская) ایستگاهی است در متروی مسکو. این ایستگاه یکی از تماشایی‌ترین و مشهورترین ایستگاه‌های مترو مسکو است. این ایستگاه به عنوان بخشی از خط سوم متروی مسکو در ۱۵ مه ۱۹۴۴ و در خلال جنگ جهانی دوم افتتاح شد و به خاطر معماری ویژه آن که اثر ولادیمیر شوکو است (او در خلال پروژه در ۱۹۳۹ درگذشت) یکی از نمادهای متروی مسکو است.